# Звонко Каранович
Звонко Каранович  (серб. Zvonko Karanović, 1959, Ниш) — сербський поет і прозаїк.

## Біографія
Його творчість базується на досвіді літератури бітників, традиціях кіномистецтва і поп-культури. Працював журналістом, редактором, ведучим радіопрограм, ді-джеєм, організатором концертів. Тринадцять років був власником музичного магазину. Багато років був культовим поетом міського андеграунду. Вважає себе поетом-маргіналом. У своїх книжках описує не красу світу, а його пітьму. Поезія перекладалася англійською, грецькою, угорською, болгарською, македонською, словенською, словацькою, чеською і польською мовами.  Живе у Белграді. Одружений, виховує двох дітей.

### Поезія
- Blitzkrieg / Бліцкриг (самвидав, 1990)
- Srebrni surfer / Срібний Surfer (SKC, Niš, 1991)
- Mama melanholija / Мама меланхолії (Prosveta, Beograd, 1996)
- Extravaganza / Екстраваганза (Gradina, Niš, 1997)
- Tamna magistrala / Темна магістраль (Narodna knjiga, Beograd, 2001)
- Neonski psi / Неонові пси (Home Books, Beograd, 2001)
- Svlačenje / Роздягання (Povelja, Kraljevo, 2004)

### Проза
- Više od nule / Більше від нуля (Zograf, Niš, 2004, 2005; Laguna, Beograd, 2006)
- Četiri zida i grad / Чотири стіни і місто (Laguna, Beograd, 2006), укр. пер. 2009 [2]

## Український переклад
- Психоделічне хутро («Балканський експрес», «Потяг 76), поезія
- «Чотири стіни і місто» (Київ: Факт, 2009)